# Neuville-Saint-Vaast
Neuville-Saint-Vaast – miejscowość i gmina we Francji, w regionie Hauts-de-France, w departamencie Pas-de-Calais.
Według danych na rok 1990 gminę zamieszkiwało 1295 osób, a gęstość zaludnienia wynosiła 103 osób/km² (wśród 1549 gmin regionu Nord-Pas-de-Calais Neuville-Saint-Vaast plasuje się na 485. miejscu pod względem liczby ludności, natomiast pod względem powierzchni na miejscu 200.).
W Neuville-Saint-Vaast znajduje się cmentarz wojenny, na którym spoczywa łącznie 48 333 żołnierzy niemieckich, co czyni go największym cmentarzem żołnierzy niemieckich we Francji.